# Међународна комисија за заштиту Дунава
Међународна комисија за заштиту реке Дунав (енгл. International Commission for the Protection of the Danube River; ICPDR) је комисија која се бави промовисањем и координисањем одрживог и интегралног управљања водама. Поред тога, ова комисија се бави и заштитом, побољшањем и рационалном употребом вода ради добробити земаља дунавског слива и њихових становника. Комисију чине представници 13 земаља подунавског региона. Савезна Република Југославија је постала пуноправни члан Међународне комисије за заштиту реке Дунав постала је 19. августа 2003, пошто је 30. јануара 2003. године ратификовала Конвенцију о заштити реке Дунав.

## Делатност
Конвенција о заштити реке Дунав је поставила принципе и правила за заштиту и одрживо управљање овом реком. Конвенација је састављена како би земље потписнице заједно радиле на обезбеђивању одрживог коришћења и правичног управљања водним ресурсима у сливу, доносећи мере за одржање (конзервацију) екосистема, побољшање и рационалну употребу површинских и подземних вода у целом сливу.
С тим у вези, Међународна комисија за заштиту реке Дунав усваја препоруке за побољшање квалитета вода, развија механизам за контролу поплава и акцидената, договараа стандарде у области емисија и сл.

## Србија
У раду Комисије из Републике Србије учествовали су и учествују представници: Министарства пољопривреде, шумарства и водопривреде, Министарства енергетике, развоја и заштите животне средине, ЈВП „Србијаводе“, ЈВП „Воде Војводине“, Републичког хидрометеоролошког завода Србије, Министарства енергетике, развоја и заштите животне средине - Агенције за заштиту животне средине, Института за водопривреду „Јарослав Черни“, Института за биолошка истраживања „Синиша Станковић”, Дирекције за грађевинско земљиште и изградњу града Београда и представници универзитета.
Представници Републике Србије учествују у раду група и то:
- Експертске групе за управљање речним сливом (РБМ ЕГ),
- Експертске групе за мониторинг и процену (МА ЕГ),
- Експертске групе за притиске и мере (ПМ ЕГ),
- Експертске групе за одбрану од поплава (ФЛООД ЕГ),
- Експертске групе за управљање информацијама и географски информациони систем (ИМГИС ЕГ),
- Ад хоц Експертске групе за учешће јавности и комуникацију (ад хоц ПП ЕГ),
- Ад хоц стратешке експертске групе (ад хоц С ЕГ),
- Групе за Тису,
- Економске радне групе,
- Радне групе за хидроморфологију,
- Радне групе за превенцију и контролу аксидената,
- Радне групе за нутријенте,
- Радне групе за подземне воде,
- ПИАЦ (бивша Радна група за систем за узбуњивање прилоком аксидената),
- Тима за климатске промене,
- Тима за хидроенергетику,
- Тима за седименте.

Експертска група за управљање речним сливом у сарадњи са експертским групама за поједина питања (хидроморфолошке промене, подземне воде, притиске и утицаје ...) организовала је рад на изради Плана управљања на сливу реке Дунав, а чијом имплементацијом је планирано да се оствари значајно смањење загађења реке Дунав.
План управљања за слив реке Дунав са Заједничким програмом мера усвојен је 10. децембра 2009. године са циљем постизања циљева Оквирне директиве о водама у првом периоду до 2015. године. Овај први циклус се надопуњује новелирањем Плана за период до 2021. године и касније до 2027. године када би требало да сви постављени циљеви буду достигнути.
Државе чланице Међународне комисије за заштиту реке Дунав су усвојиле на 17. Редовном састанку одржаном 9-10. децембра 2014. године у Бечу, нацрт новелираног Плана управљања сливом реке Дунав и Нацрт Плана управљања ризицима од поплава за период 2015-2021. План управљања сливом реке Дунав и План управљања ризицима од поплава имају за циљ да побољшају заштиту и унапреде статус свих вода и да обезбеде одрживо и дугогодишње коришћење водних ресурса, као и одрживо управљање ризицима од поплава.

## Чланице
Комисија се састоји од 14 земаља и Европске уније. Земље чланице су:
- Немачка
- Аустрија
- Бугарска
- Босна и Херцеговина
- Чешка
- Хрватска
- Мађарска
- Молдавија
- Румунија
- Србија
- Словенија
- Словачка
- Украјина
- Црна Гора
- Европска унија